# Niszczyciele rakietowe typu Almirante Brown
Niszczyciele rakietowe typu Almirante Brown (MEKO 360H2) – typ czterech argentyńskich niszczycieli rakietowych, zbudowanych w latach 80. XX wieku dla Marynarki Wojennej Argentyny przez niemiecką stocznię Blohm + Voss.
Wyporność pełna okrętów wynosi około 3360 ton, napęd stanowią turbiny gazowe w układzie COGOG pozwalające na osiąganie prędkości ponad 30 węzłów. Uzbrojenie główne stanowi działo uniwersalne kalibru 127 mm, osiem wyrzutni pocisków przeciwokrętowych MM40 Exocet i wyrzutnia pocisków przeciwlotniczych bliskiego zasięgu Aspide. Okręty przenoszą do dwóch śmigłowców.

## Historia

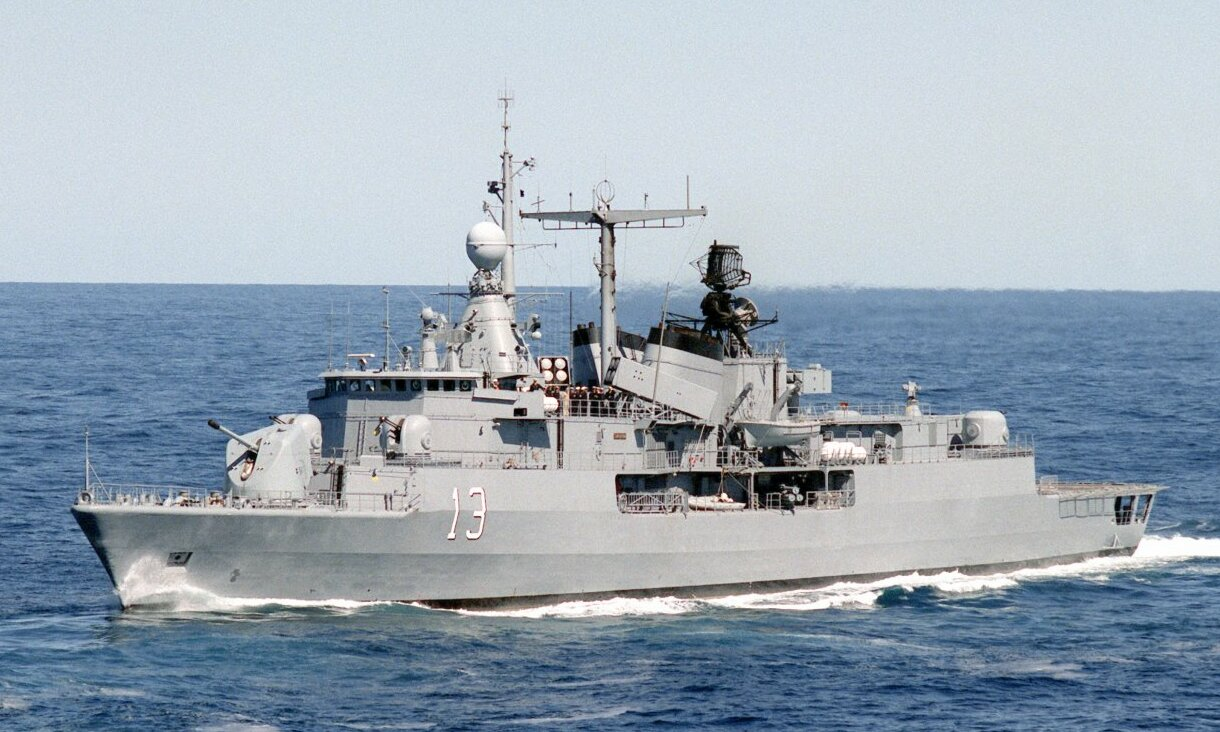
„Sarandí”

Okręty projektu MEKO 360 zostały opracowane jako prywatne przedsięwzięcie zachodnioniemieckiej stoczni Blohm + Voss w ramach modułowej rodziny uniwersalnych okrętów różnej wielkości MEKO. Pierwszym okrętem z tej rodziny była zbudowana dla Nigerii fregata „Aradu” (MEKO 360H), zamówiona w 1977 roku. Okręty zmodyfikowanego projektu MEKO 360H2 zostały następnie zamówione przez Argentynę, rozbudowującą i unowocześniającą swoją marynarkę w latach 70. Ich budowę autoryzował plan Dowództwa Generalnego Marynarki Wojennej, zatwierdzony dekretem nr 956 S z 28 marca 1974 roku. Początkowo Argentyna zamówiła 11 grudnia 1978 roku sześć okrętów tego typu, z czego cztery miały być zbudowane we własnej stoczni z pomocą niemiecką, lecz ostatecznie w 1980 roku zmieniła zamówienie na cztery okręty MEKO 360 budowane w Niemczech i sześć mniejszych korwet typu MEKO 140, budowanych we własnej stoczni. Okręty typu MEKO 360 klasyfikowane są w Argentynie jako niszczyciele (hiszp. destructor), aczkolwiek część literatury z uwagi na umiarkowane rozmiary i uzbrojenie określa je jako fregaty.
Dla okrętów wybrano siłownię z turbin gazowych produkcji brytyjskiej, takich samych jak w znajdujących się już w marynarce Argentyny dwóch niszczycieli rakietowych brytyjskiego typu 42. Systemy uzbrojenia wybrano włoskie, z wyjątkiem używanych już w Argentynie francuskich pocisków przeciwokrętowych Exocet, a radary i wyposażenie elektroniczne – holenderskie. Stępki pod budowę okrętów położono w stoczni Blohm + Voss w Hamburgu w latach 1980–82, wodowano je w latach 1981–82, a weszły do służby argentyńskiej w latach 1983–1984.

## Okręty
| Nazwa           | Numer | Położenie stępki | Wodowanie        | Wejście do służby    |
| Almirante Brown | D 10  | 8 września 1980  | 28 marca 1981    | 26 stycznia 1983     |
| La Argentina    | D 11  | 30 marca 1981    | 25 września 1981 | 4 maja 1983          |
| Heroína         | D 12  | 24 sierpnia 1981 | 17 lutego 1982   | 31 października 1983 |
| Sarandí         | D 13  | 9 marca 1982     | 31 sierpnia 1982 | 16 kwietnia 1984     |

## Opis konstrukcji

### Architektura i kadłub

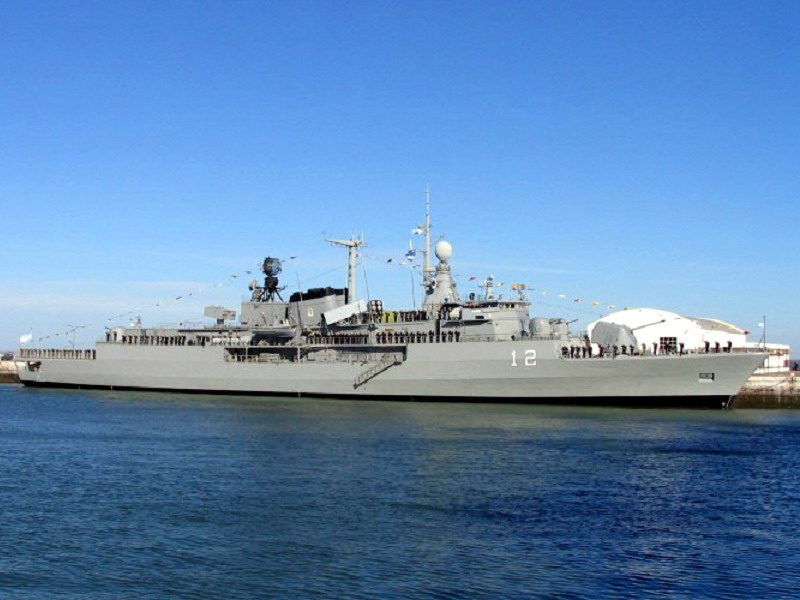
„Heroina”

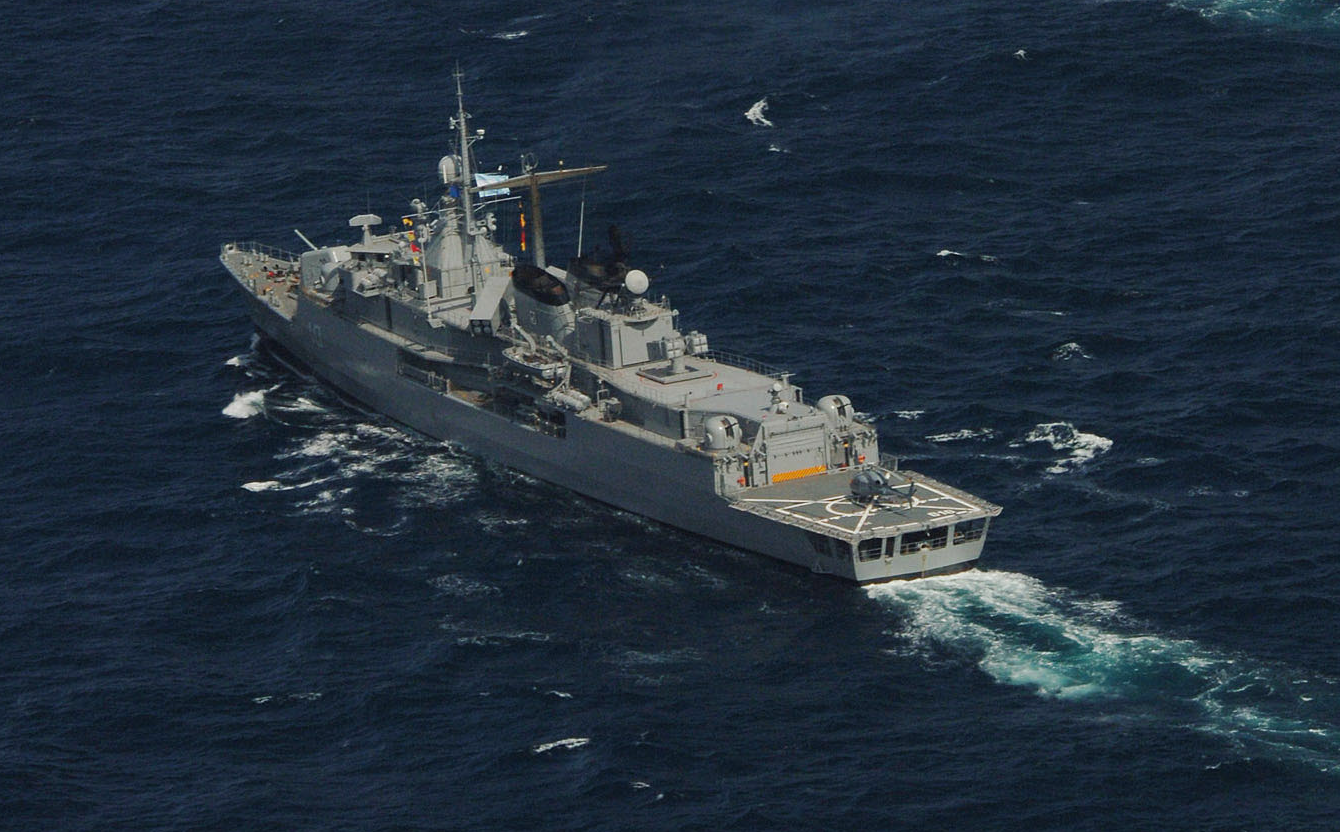
„Almirante Brown” od rufy

Okręty mają gładkopokładowy kadłub, przy czym dolna kondygnacja nadbudówek na dziobie i rufie stanowi nadbudowę, ze ścianami  stanowiącymi przedłużenie burt. Burty mają na większości długości załamanie wzdłużne. Na pokładzie dziobowym umieszczona jest wieża armaty uniwersalnej kalibru 127 mm, a dalej, na piętrze nadbudówki, dwie wieże działek przeciwlotniczych kalibru 40 mm obok siebie. Całe śródokręcie zajmuje długa grupa nadbudówek, kończąca się hangarem dla śmigłowca, a pokład rufowy mieści lądowisko, z otwartym po bokach i od rufy pokładem roboczym pod nim. Przednia ściana nadbudówki dziobowej jest nachylona, zwieńczona szerokim przeszklonym pomostem dowodzenia. Na dachu nadbudówki dziobowej znajduje się piramidowy maszt, z jajowatą osłoną radaru artyleryjskiego na szczycie i masztem palowym za nim. Główny maszt na śródokręciu ma formę litery T w widoku z przodu. Bezpośrednio za nim, pośrodku długości okrętu, znajdują się obok siebie dwa charakterystyczne lekko rozchylone na boki opływowe kominy. Dalej w kierunku rufy na dachu nadbudówki znajduje się pudełkowata podstawa dla radarów, a za nią wyrzutnia pocisków przeciwlotniczych Aspide.
Wyporność okrętów podawana jest na ogół: standardowa 2900, a pełna 3360 ts (ton angielskich). Nowsze źródło podaje wyporność standardową 2947, a pełną 3667 ts. Długość całkowita wynosi 125,9 m, a między pionami 119 m. Szerokość wynosi 14 m lub według innych publikacji, 15 m. Zanurzenie maksymalne sięga 5,8 m.
Załoga składa się z 200 ludzi, w tym 26 oficerów.

### Uzbrojenie

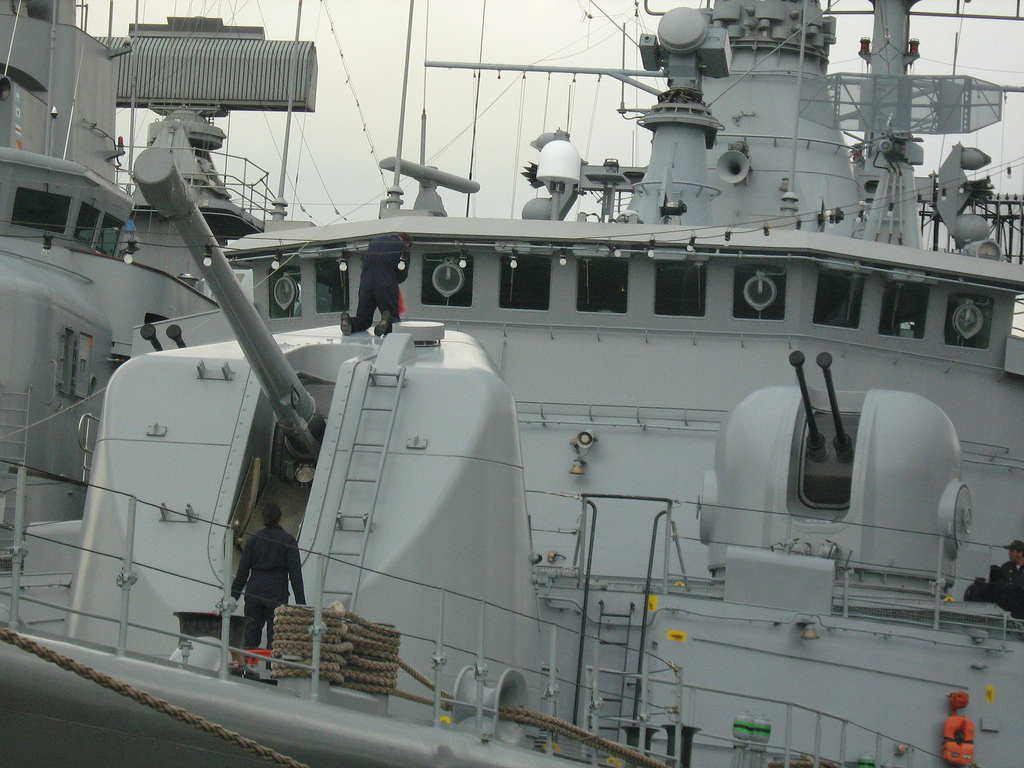
Widoczne uzbrojenie artyleryjskie. Na dachu pomostu dalocelownik LIROD i radar ZW06

Uzbrojenie rakietowe przede wszystkim stanowi osiem wyrzutni pocisków przeciwokrętowych MM 40 Exocet, o zasięgu do 70 km i głowicy o masie 165 km. Umieszczone są w dwóch blokach po cztery wyrzutnie we wspólnej prostopadłościennej obudowie, ustawionych na pokładzie nadbudówki przed kominem, ukośnie w kierunku do przodu, przy tym wyrzutnie lewoburtowe wystrzeliwują pociski na prawą burtę i na odwrót.
Przeciwlotnicze uzbrojenie rakietowe służy jedynie do bliskiej obrony i stanowi je kontenerowa ośmioprowadnicowa wyrzutnia Selenia Albatros dla pocisków przeciwlotniczych krótkiego zasięgu Aspide, na dachu nadbudówki na rufie. Oprócz ośmiu pocisków w wyrzutni, dalsze 16 jest przechowywane w pudełkowatej nadbudówce stanowiącej podstawę do radarów. Pociski naprowadzane są półaktywnie radarowo, mogą służyć do zwalczania celów w odległości do 13 km, na wysokościach od 15 do 5000 m, a masa głowicy wynosi 30 kg.
Główne uzbrojenie artyleryjskie stanowi automatyczne działo uniwersalne kalibru 127 mm OTO Melara o długości lufy 54 kalibry (L/54) w wieży na dziobie. Strzela pociskami o masie 32 kg, donośność do celów morskich wynosi 23 km, do celów powietrznych 7 km, szybkostrzelność 45 strz/min. Zapas amunicji do takiej samej armaty na analogicznym okręcie nigeryjskim projektu MEKO 360H wynosi 460 nabojów. Uzbrojenie to uzupełnia osiem automatycznych armat przeciwlotniczych 40 mm Breda/Bofors L/70 w czterech dwudziałowych wieżach, po bokach na pierwszym piętrze nadbudówki dziobowej i po bokach hangaru na rufie. Strzelają pociskami o masie 0,96 kg, donośność do celów morskich wynosi 12,6 km, do celów powietrznych 4 km, szybkostrzelność 300 strz/min. Zapas amunicji na analogicznym okręcie nigeryjskim wynosi 10 752 nabojów. Dodatkowo okręty mają dwa działka kalibru 20 mm Oerlikon. Ogień armaty uniwersalnej kierowany jest radarem, a ogień dział przeciwlotniczych dwoma dalocelownikami radarowo-optronicznymi, na dziobie i rufie.
Broń podwodną stanowi sześć wyrzutni torpedowych ILAS 3 kalibru 324 mm przeciw okrętom podwodnym (dwie potrójne, umieszczone na pokładzie na śródokręciu), z zapasem 18 torped. Wystrzeliwano z nich torpedy Whitehead A 244, o zasięgu do 7 km. Wcześniejsze publikacje wskazywały torpedy Mk 46.
Okręty mogą przenosić do dwóch śmigłowców, przeznaczonych przede wszystkim do walki z okrętami podwodnymi. Przewidywano początkowo dla nich specjalizowane śmigłowce przeciwpodwodne Westland Lynx, lecz po wojnie o Falklandy Wielka Brytania odmówiła ich sprzedaży, co osłabiło możliwości okrętów pod tym względem. Planowany następnie zakup włoskich śmigłowców AB 212 nie doszedł do skutku ze względów finansowych. W efekcie, na okrętach używane były dwa francuskie lekkie śmigłowce SA-319B Alouette III. Od przełomu XX/XXI wieku używane są lekkie śmigłowce AS 555 Fennec, w liczbie jednego na okręt (Argentyna w 2002 roku posiadała ich cztery, zakupione w 1996 roku). Śmigłowce SA-319B i AS 555 wyposażone są w radar i mogą przenosić po dwie torpedy przeciw okrętom podwodnym. Od 2005 roku po modernizacji operują z nich także średnie śmigłowce SH-3 Sea King.

### Napęd
Napęd stanowią cztery turbiny gazowe w systemie COGOG (pracujące rozłącznie), napędzające dwie śruby, w tym dwie turbiny mocy bojowej Rolls-Royce Olympus TM3B i dwie turbiny marszowe dla prędkości ekonomicznej Rolls-Royce Tyne RM1C. Turbiny mocy bojowej rozwijają moc łączną 51 800 hp (38 627 kW), a turbiny marszowe 10 200 hp (7606 kW). Prędkość maksymalna wynosi 30,5 węzła. Zasięg przy prędkości ekonomicznej 18 węzłów wynosi 4500 mil morskich.

### Wyposażenie

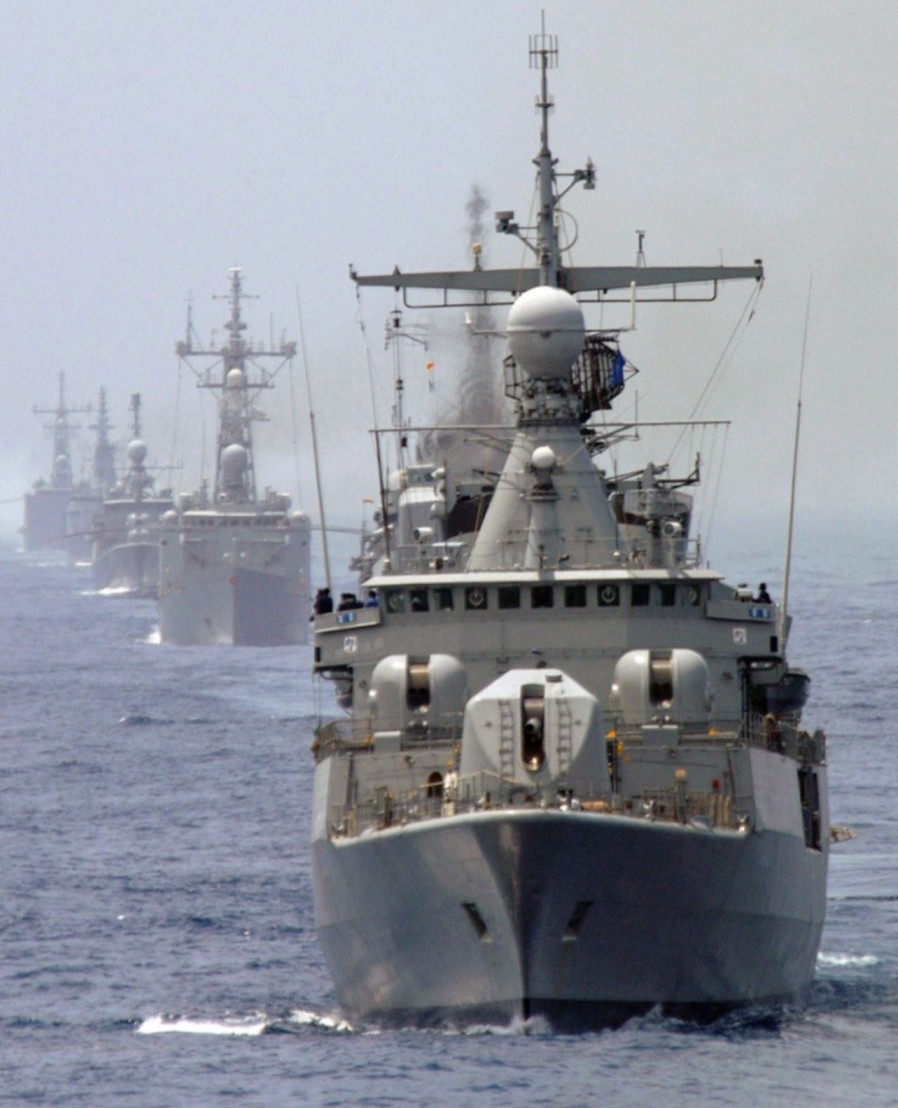
„Almirante Brown” od dziobu

- Radar dozoru ogólnego Signaal DA08A (na platformie za kominem, pracujący w paśmie F, o zasięgu do 204 km dla celu o SPO 2 m²)[6]
- radar dozoru nawodnego Signaal ZW06 (na dachu pomostu bojowego, pasmo I)[6]
- radar nawigacyjny Decca(inne języki) 1226 (pasmo I)[6]
- radar śledzenia celów Signaal STIR (na platformie za kominem, pracujący w pasmach I/J/K, o zasięgu do 140 km dla celu o SPO 1 m²)[6]
- radar kierowania ogniem Signaal WM25 (w jajowatej osłonie na maszcie piramidowym na dachu nadbudówki dziobowej)[6]
- 2 dalocelowniki radarowo-optroniczne Signaal LIROD kierowania ogniem działek 40 mm (na dachu pomostu bojowego i hangaru)[6]
- sonar Atlas Elektronik(inne języki) 80 (DSQS-21BZ) (średniej częstotliwości, w kadłubie)[6]
- system informacji bojowej Signaal SEWACO[6]
- system łączności Link 10/11[6]

Ze środków  walki elektronicznej, okręty mają systemy rozpoznania i przeciwdziałania Sphinx i Scimitar, podwójną wyrzutnie pułapek  CSEE Dagaie, dwie 20-lufowe wyrzutnie celów pozornych Breda 105 mm SCLAR oraz holowany wabik przeciwtorpedowy Graseby G1738. Również z armaty można wystrzeliwać cele pozorne.